# Lijst van rijksmonumenten in Reek
De plaats Reek telt 11 inschrijvingen in het rijksmonumentenregister. Hieronder een overzicht.
| Object | Oorspronkelijke functie?  | Bouwjaar              | Architect | Locatie                                | Coördinaten?                  | Nr.?   | Afbeelding        |
| --- | ------------------------- | --------------------- | --------- | -------------------------------------- | ----------------------------- | ------ | ----------------- |
| Dwarshuis onder met pannen belegd zadeldak tussen top gevels | Woonhuis                  | eerste helft 19e eeuw |           | Mgr Borretstraat 5                     | 51° 44' 45" NB, 5° 40' 59" OL | 33062  | Meer afbeeldingen |
| Het Smitshuis: groot herenhuis, met pannen belegd dwars zadeldak tussen zijtopgevels | Woonhuis                  | 1789                  |           | Mgr Borretstraat 7                     | 51° 44' 44" NB, 5° 40' 58" OL | 33063  | Meer afbeeldingen |
| Het Smitshuis: klein gebouw, aansluitend bij het orgelmakershuis en met dezelfde, iets kortere ramen, waarboven kleine zoldervensters onder de rand van het met pannen belegd schilddak | Woonhuis                  | 1789                  |           | Mgr Borretstraat 9                     | 51° 44' 43" NB, 5° 40' 58" OL | 33064  | Meer afbeeldingen |
| Dwarshuis onder met pannen belegd wolfdak | Woonhuis                  | 19e eeuw              |           | Mgr Borretstraat 12                    | 51° 44' 44" NB, 5° 40' 57" OL | 33065  | Meer afbeeldingen |
| Huis onder dwars schilddak, met midden-ingang, zesdelige schuiframen; met boogvormige bovenlichten en waaierzwikken, vierdelige schuiframen in de verdieping                            | Woonhuis                  | eerste helft 19e eeuw |           | Heijtmorgen 19                         | 51° 44' 46" NB, 5° 41' 15" OL | 33066  | Meer afbeeldingen |
| De Hellemolen | Industrie- en poldermolen | 1832                  |           | Ronde Bergkorenmolen a/d Rijksweg N321 | 51° 44' 13" NB, 5° 40' 29" OL | 33067  | Meer afbeeldingen |
| H. Antonius Abt | Kerk en kerkonderdeel     | 1925                  |           | Mgr Borretstraat 1                     | 51° 44' 46" NB, 5° 40' 60" OL | 519141 | Meer afbeeldingen |
| Pastorie | Kerkelijke dienstwoning   | 1920                  |           | Mgr Borretstraat 3                     | 51° 44' 46" NB, 5° 40' 60" OL | 519142 | Pastorie          |
| R.K. kerkhof | Begraafplaats en -onderdl | 18e/19e eeuw          |           | Noordhoek                              | 51° 44' 48" NB, 5° 41' 1" OL  | 519143 | Meer afbeeldingen |
| Klooster "St. Elisabeth" | Klooster, kloosteronderdl | 1901                  |           | Heijtmorgen 9                          | 51° 44' 49" NB, 5° 41' 10" OL | 519144 | Meer afbeeldingen |
| Verenigingslokaal Boerenbond | Vergadering en vereniging | 1910                  |           | Noordhoek 13                           | 51° 44' 49" NB, 5° 40' 56" OL | 519146 | Meer afbeeldingen |